# Liste der Kulturdenkmale in Bokel (Kreis Pinneberg)
In der Liste der Kulturdenkmale in Bokel sind alle Kulturdenkmale der schleswig-holsteinischen Gemeinde Bokel (Kreis Pinneberg) und ihrer Ortsteile aufgelistet (Stand: 10. März 2025).
Bis zum Inkrafttreten der Neufassung des schleswig-holsteinischen Denkmalschutzgesetzes am 30. Januar 2015 waren in der Gemeinde Bokel nachfolgend aufgeführte Objekte als Kulturdenkmale gemäß §1 des alten Denkmalschutzgesetzes (DSchG SH 1996) geschützt:

## Ehemalige Kulturdenkmale
| Objekt-ID | Lage                                              | Offizielle Bezeichnung       | Beschreibung | Bild            |
| --------- | ------------------------------------------------- | ---------------------------- | ------------ | --------------- |
|           | Lindenstraße 6 (53° 51′ 50″ N, 9° 44′ 1″ O)       | Wohnhaus, ehem. Rauchkate    |              | BW              |
|           | Mühlenstraße 13 (53° 51′ 42″ N, 9° 44′ 13″ O)     | Wohn- und Wirtschaftsgebäude |              | Fotos hochladen |
|           | Neel-Greve-Straße 2 (53° 51′ 28″ N, 9° 44′ 34″ O) | Mühle                        |              | Fotos hochladen |